# Astrocaryum rodriguesii
Espèce
Astrocaryum rodriguesii est une espèce de palmiers à feuilles pennées.

## Liste des variétés
Selon Tropicos (29 décembre 2013) (Attention liste brute contenant possiblement des synonymes) :
- variété Astrocaryum rodriguesii var. minus (Trail) Barb. Rodr.